# Звайгзните, Лина Андреевна
Лина Андреевна Зва́йгзните (латыш. Līna Zvaigznīte; 1901—1973) — советский хозяйственный, государственный и политический деятель, председатель колхоза «Ленина цельш» Валкского района Латвийской ССР. Герой Социалистического Труда (1958).

## Биография
Родилась в 1901 году в Лифляндской губернии в латышской крестьянской семье. Член ВКП(б) с 1952 года.
С 1917 года — на хозяйственной, общественной и политической работе: крестьянка в личном хозяйстве, колхозница, звеньевая, с 1953 — председатель колхоза «Ļeņina ceļš» («Ленинский путь») Валкского района Латвийской ССР.
Указом Президиума Верховного Совета СССР от 15 февраля 1958 года удостоена звания Героя Социалистического Труда «за выдающиеся успехи, достигнутые в деле развития сельского хозяйства по производству зерна, картофеля, сахарной свеклы, мяса, молока и других продуктов сельского хозяйства, и внедрение в производство достижений науки и передового опыта» с вручением ордена Ленина и золотой медали Серп и Молот.
Избиралась депутатом Верховного Совета Латвийской ССР 2-го созыва, Верховного Совета СССР 5-го созыва.
Умерла в 1973 году.